# Konstantin Michailowitsch Bykow
Konstantin Michailowitsch Bykow (russisch Константин Михайлович Быков; * 8. Januarjul. / 20. Januar 1886greg. in Tschuchloma; † 13. Mai 1959 in Leningrad) war ein russischer/sowjetischer Physiologe, der stark von Iwan Petrowitsch Pawlow beeinflusst war.

## Leben
Im Jahr 1912 absolvierte Bykow die Kasaner Universität, bis 1921 war er an derselben Universität wissenschaftlich und pädagogisch tätig.
Von 1921 bis 1950 arbeitete er am Institut für Experimentelle Medizin (1921–1932 unter der direkten Aufsicht von Pawlow).
Seit 1950 war Bykow Direktor des Instituts für Physiologie des Zentralnervensystems der Akademie der medizinischen Wissenschaften der UdSSR.
Er starb am 13. Mai 1959. Bykow wurde in St. Petersburg am Wolkowo-Friedhof begraben.

## Forschungsleistungen
Konstantin Bykow entwickelte die Lehre über Einfluss der Großhirnrinde auf innere Organe, die Lehre über Empfindlichkeit innerer Organe. Auf dem Gebiet der Verdauungsphysiologie untersuchte er die Bedeutung der mechanischen Stimulation der Magendrüsen und untersuchte detailliert die Merkmale der Verdauung beim Menschen. Auf dem Gebiet der experimentellen Balneologie sammelte Bykow umfangreiches Material, das die therapeutische Wirkung von Mineralwasser, Schwefelquellen und Radonbädern auf verschiedene Körperfunktionen rechtfertigt.

## Ehrungen
- 1939: Pawlow-Prämie[1]
- seit 1944 – Mitglied der Akademie der medizinischen Wissenschaften der UdSSR[2]
- 1946: Stalinpreis[1]
- seit 1946 – Mitglied der Russischen Akademie der Wissenschaften[2]
- Leninorden[1]
- Orden des Roten Banners der Arbeit
- Orden des Roten Sterns
- 1950: Pawlow-Goldmedaille[3]

## Werke (Auswahl)
- 1952: Grosshirnrinde und innere Organe
- 1952: I. P. Pawlows Theorie über d. Tätigkeit der Hirnrinde
- 1953: Die Lehre I. P. Pawlows und die moderne Naturwissenschaft
- 1954: Kortiko-viszerale Pathogenese der Ulkuskrankheit
- 1960: Lehrbuch der Physiologie